# Frankfurt Taunusbahnhof

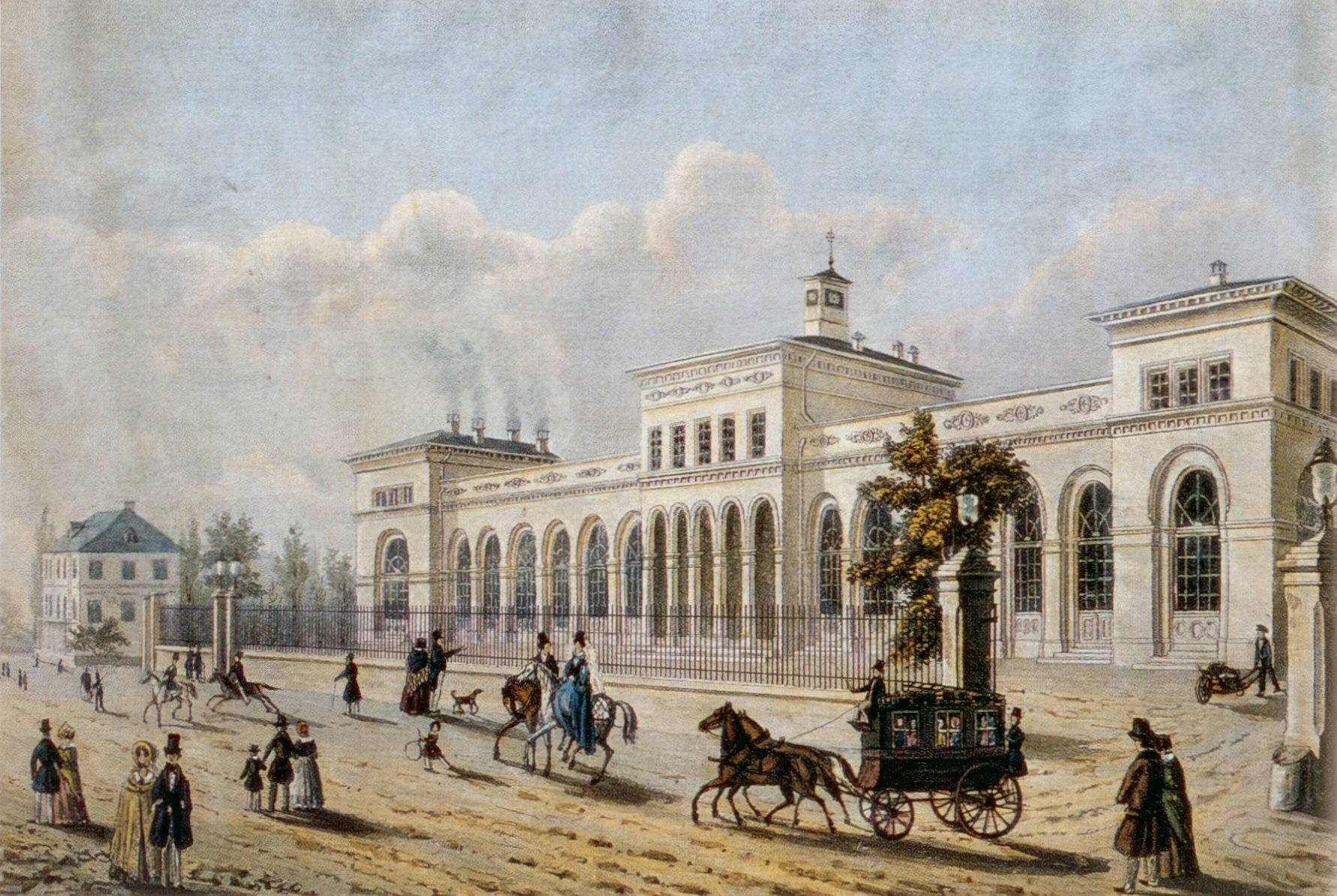
Taunusbahnhof, um 1850

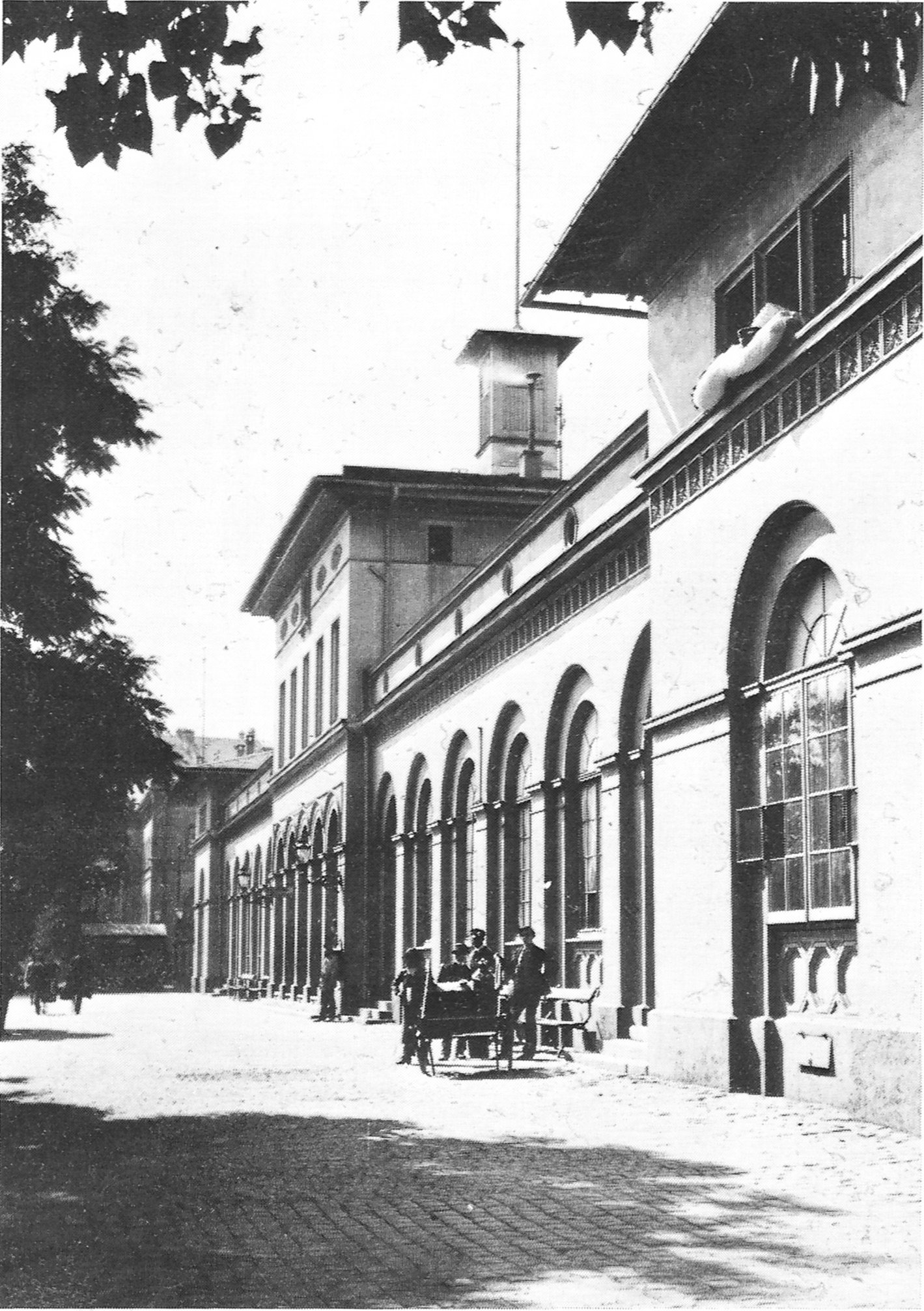

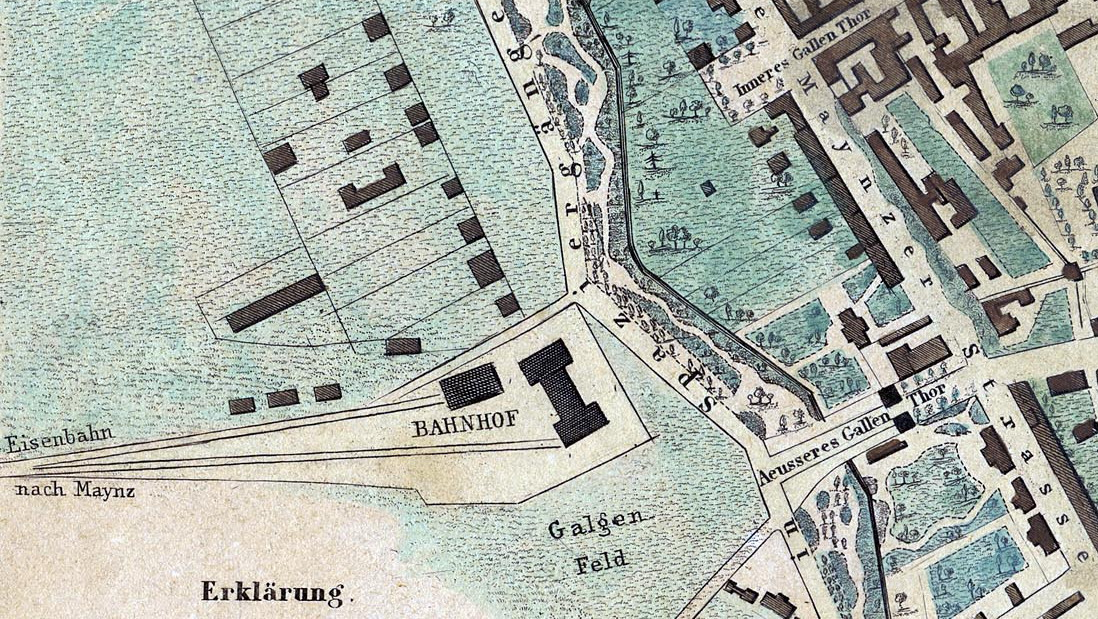
Taunusbahnhof, Stadtplan von 1845 – erster und damals einziger Bahnhof der Stadt

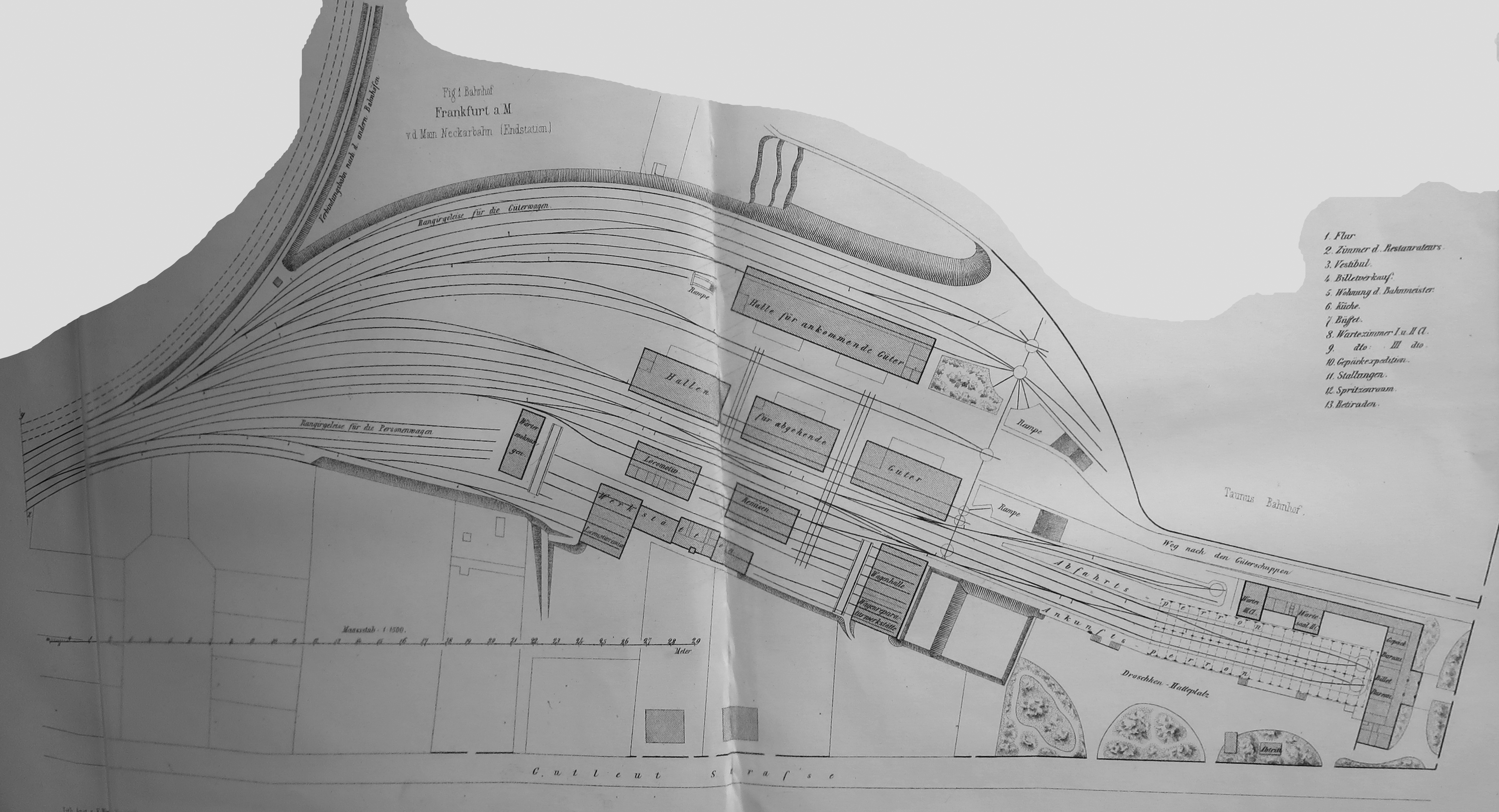
Gleisplan 1870

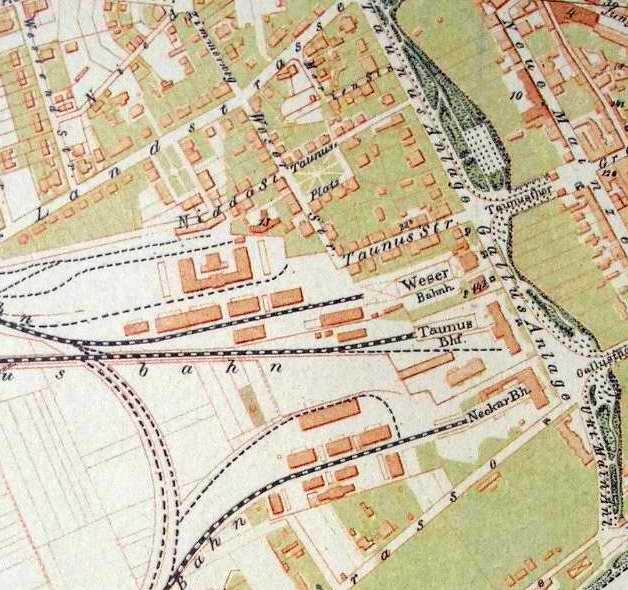
Taunusbahnhof und Nachbar-Bahnhöfe

Der Taunusbahnhof war bis 1888 Anfangs- und Endpunkt der Taunus-Eisenbahn. Diese verband Frankfurt am Main ab September 1839 zunächst mit Höchst am Main und ab Mai 1840 mit Wiesbaden. Der dortige Anfangs- und Endpunkt der Strecke hieß ebenfalls Taunusbahnhof. Es war die erste Eisenbahnstrecke auf dem Gebiet der Freien Stadt Frankfurt, der Taunusbahnhof damit der erste Bahnhof in Frankfurt am Main überhaupt. Baulich ist von ihm heute nichts mehr erhalten.

## Empfangsgebäude
Das Empfangsgebäude des Kopfbahnhofs befand sich am Westrand der Wallanlagen und des heutigen Willy-Brandt-Platzes, damals Gallustor, dort wo heute die Kaiserstraße auf die Gallusanlage trifft. Das südliche Ende des Empfangsgebäudes begann an der Nordseite der heutigen Münchener Straße, das nördliche Ende reichte bis dort, wo heute die Südfassade des Gallileo-Hochhauses empor ragt. Es wurde 1837 bis 1839 nach einem Entwurf des Mainzer Architekten Ignaz Opfermann errichtet.
Der Kopfbau war eine breit gelagerte eingeschossige Zweiflügel-Anlage mit dreigeschossigem Mittelpavillon, dem ein Uhrtürmchen aufgesetzt war, und zweigeschossigen, etwas niedrigeren Eckpavillons. Opfermann wählte für das Gebäude Formen aus dem deutschen Klassizismus und der italienisch beeinflussten Neurenaissance. Die straßenseitige Fassade wurde im Erdgeschoss durch Rundbögen dominiert. Dahinter lagen in der Mitte die Empfangshalle und der Fahrkartenschalter, in den Seitenflügeln die Aufenthaltsräume, die Wartesäle und die Gepäckabfertigung. Im Obergeschoss befanden sich Büros der Direktion der Eisenbahngesellschaft und Wohnungen. Die Bahnsteighalle war eine Holzkonstruktion und die erste Bahnsteighalle in Deutschland überhaupt. Eine Beschreibung des Gebäudes aus der Anfangszeit und des Abfertigungsvorgangs, dem sich ein Reisender unterziehen musste, findet sich in der Allgemeinen Bauzeitung. Der Bau kostete knapp 110.000 Gulden.
Unmittelbar südlich des Taunusbahnhofs wurden 1848 der Main-Neckar-Bahnhof und nördlich 1850 der Main-Weser-Bahnhof in Betrieb genommen. Zwischen Taunusbahnhof und Main-Weser-Bahnhof lag das Hotel Westendhall.
Die drei nebeneinander liegenden Bahnhöfe bildeten als Frankfurter Westbahnhöfe bis 1888 ein Ensemble und wurden dann durch den etwa einen Kilometer weiter westlich liegenden, neuen Centralbahnhof, den heutigen Frankfurter Hauptbahnhof, ersetzt. Die dadurch überflüssigen Anlagen der Westbahnhöfe wurden abgebrochen. Auf der so entstehenden Bahnbrache entstand das Bahnhofsviertel. Der Name der Taunusanlage leitet sich von diesem Bahnhof ab.
Sein Gegenstück, der Taunusbahnhof in Wiesbaden, bestand bis 1906, als auch er durch einen neuen, die dort endenden Strecken vereinigenden Kopfbahnhof ersetzt wurde.